# Livarot
|  | No s'ha de confondre amb Livarot (formatge). |

Livarot és un antic municipi francès situat al departament de Calvados i a la regió de Normandia. L'any 2018 tenia 2028 habitants. Des del 1r de gener de 2016 es va integrar com municipi delegat en el municipi nou de Livarot-Pays-d'Auge que en reunir vint-i-dos antics municipis, és el més gros de tots els municipis nous. N'és la seu administrativa.

## Demografia
El 2007 tenia 2.333 habitants. Hi havia 998 famílies. Hi havia 1.176 habitatges: 1.032 habitatges principals, 43 eren segones residències i 102 desocupats. La població ha evolucionat segons el següent gràfic:

## Economia
El 2007 la població en edat de treballar era de 1.378 persones, 1.010 eren actives i 368 eren inactives.
Dels 146 establiments que hi havia el 2007, 1 era d'una empresa extractiva, 9 d'empreses alimentàries, 12 d'empreses de fabricació d'altres productes industrials, 15 d'empreses de construcció, 35 d'empreses de comerç i reparació d'automòbils, 6 d'empreses de transport, 12 d'empreses d'hostatgeria i restauració, 1 d'una empresa d'informació i comunicació, 11 d'empreses financeres, 4 d'empreses immobiliàries, 17 d'empreses de serveis, 14 d'entitats de l'administració pública i 9 d'empreses classificades com a «altres activitats de serveis».
L'any 2000 a Livarot hi havia 23 explotacions agrícoles que conreaven un total de 600 hectàrees. El 2009 hi havia una escola maternal i dues escoles elementals i un col·legi d'educació secundària.